# Alte Wache (Sondershausen)

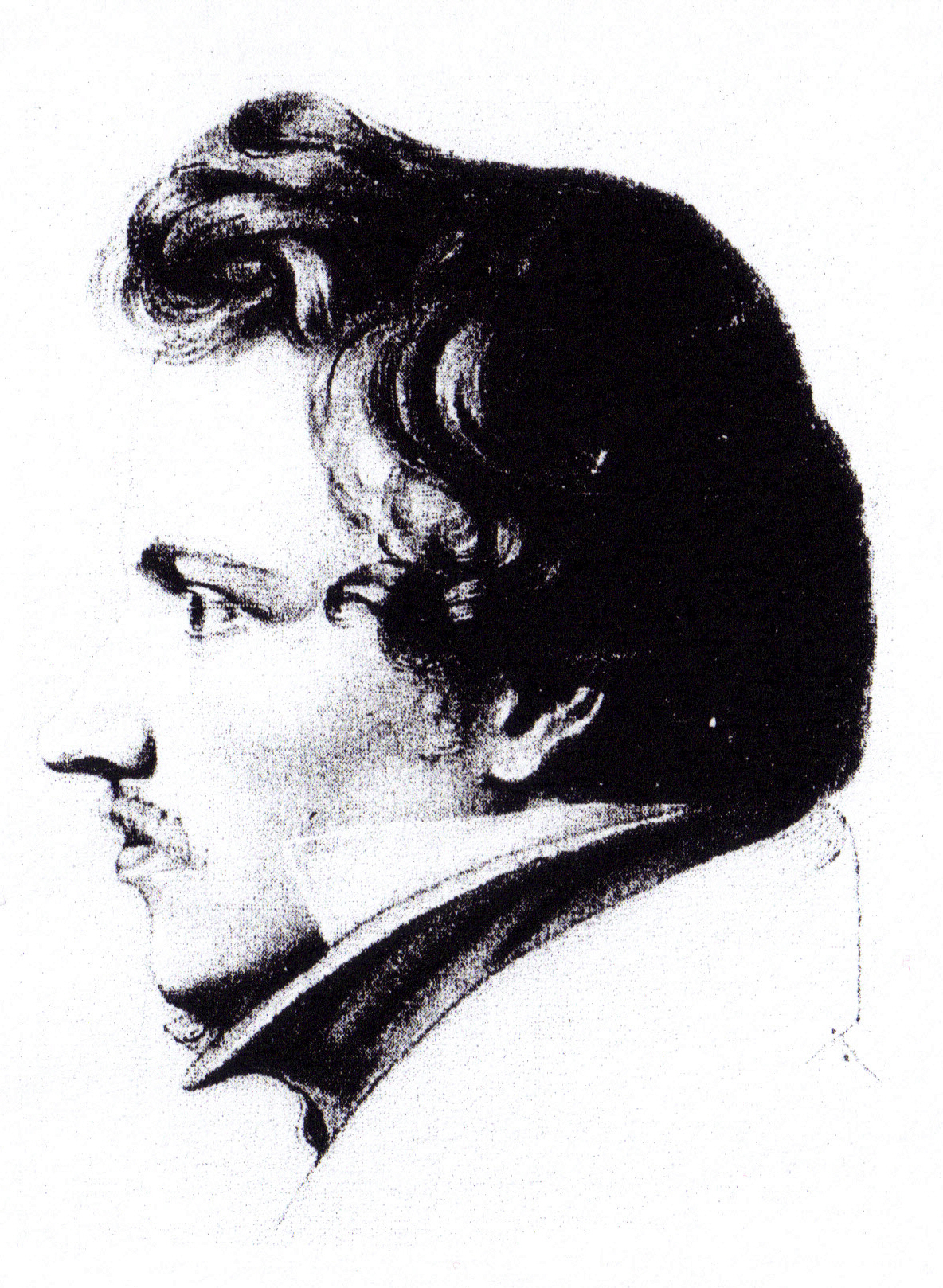
Architekt Carl Scheppig

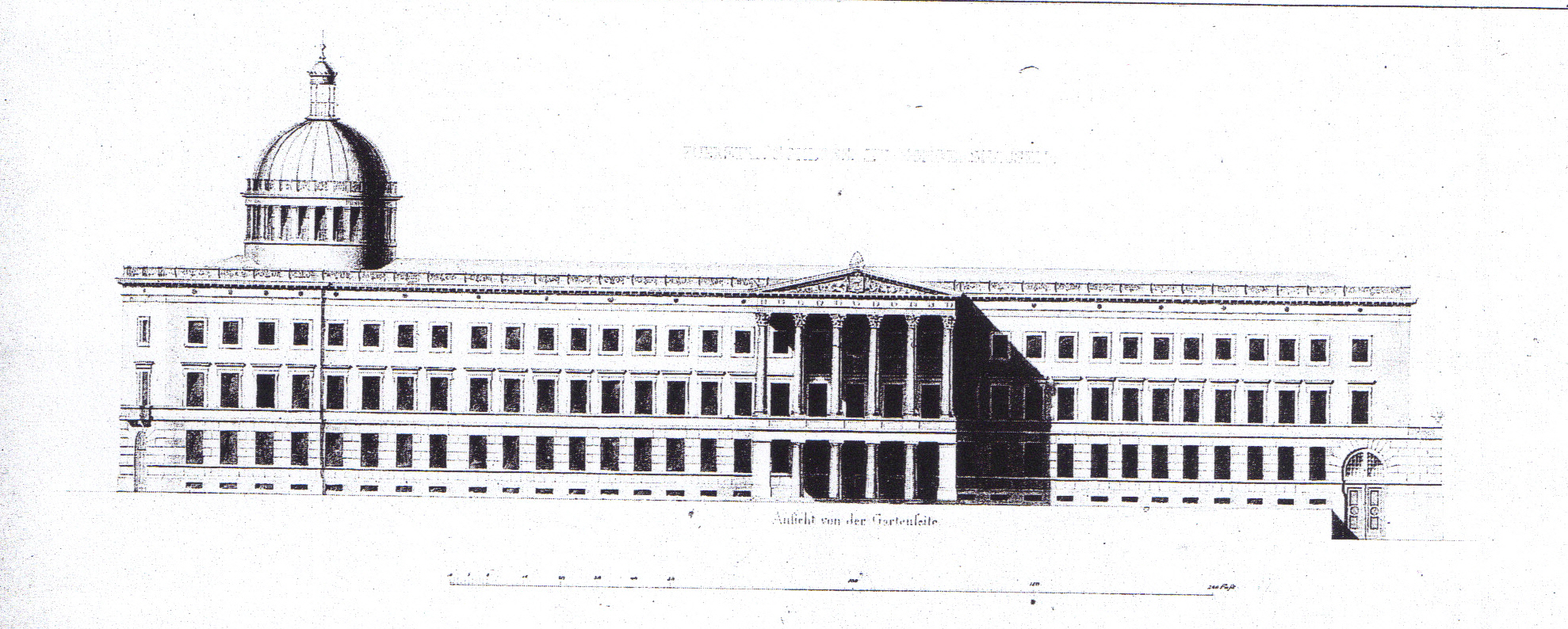
Verworfener Plan zum Schloss Sondershausen, Westflügel, 1843

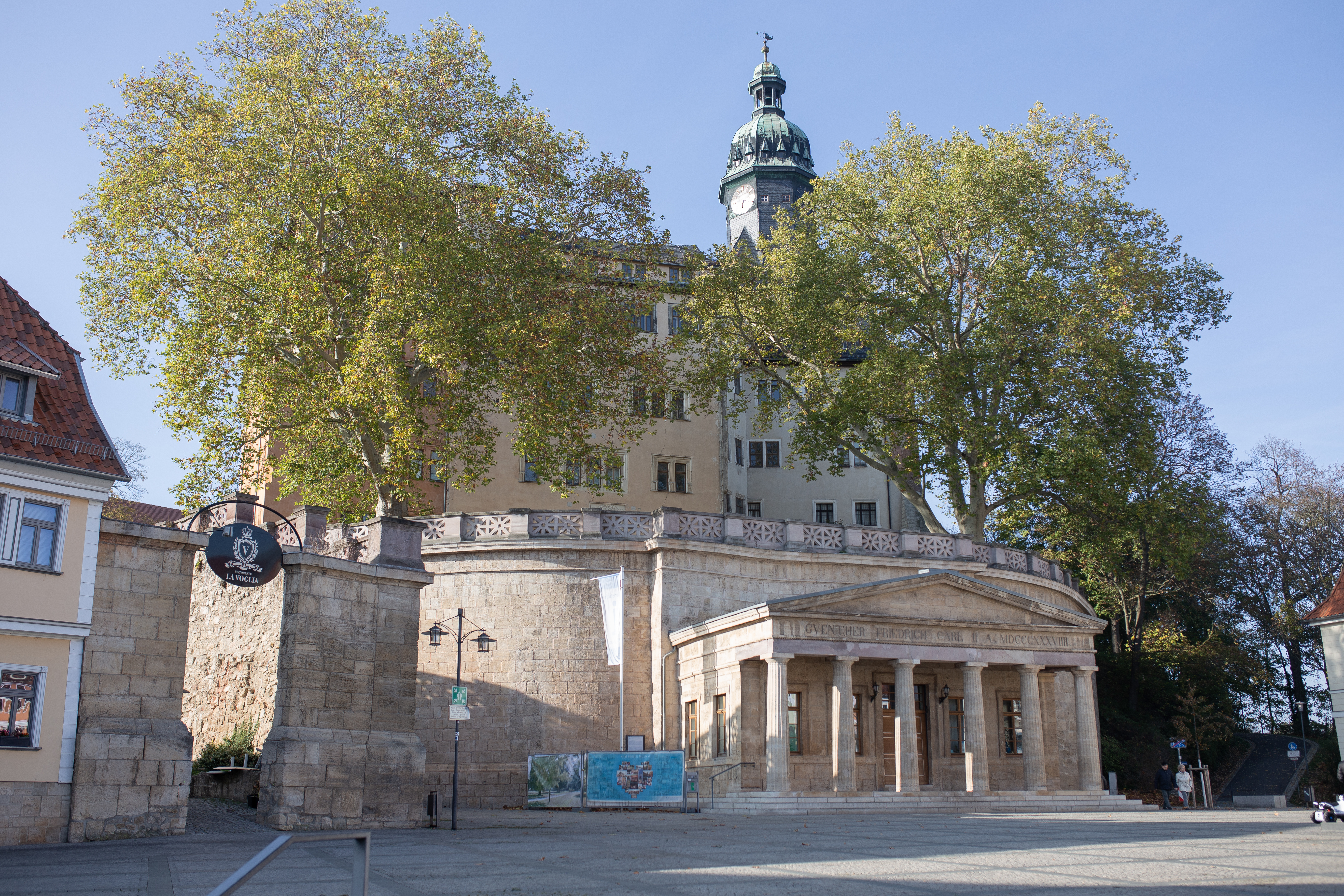
Schlossensemble am Marktplatz

Die Alte Wache am Marktplatz der Kreisstadt Sondershausen in Thüringen ist Bestandteil des Terrassenensembles des Residenzschlosses der Fürsten von Schwarzburg-Sondershausen. Zwischen einer großen Freitreppe und der Auffahrt zum Schloss konzipierte der Baumeister Carl Scheppig (1803–85), ein namhafter Schinkelschüler, das Gebäude zwischen 1837 und 1839 zentral vor einer geschwungenen Terrasse. Das klassizistische Ensemble gilt als bedeutendstes seiner Art in Thüringen.

## Geschichte

### Vorgängerbauten
Die vermutlich ursprünglichste Situation der Seite des Schlossbergs zum Marktplatz stellte eine hohe Umfassungsmauer dar, die zur einstigen Burganlage gehörte. Südlich führte an der heutigen Stelle der Freitreppe eine steile Auffahrt gesäumt von kleinen Gebäuden und zwei Torhäusern zur Burg beziehungsweise zum späteren Schloss.
Der erste fassbare Versuch zur repräsentativen Neuordnung der Bausubstanz am Osthang fand unter Fürst Christian Wilhelm von Schwarzburg-Sondershausen im Jahre 1711 statt. Anlass zum Schlossumbau zur barocken Residenz ab den 1690er Jahren war 1697 die Erhebung des Grafen zum Fürsten durch den deutschen Kaiser. Dabei sollte der Osthang zum Marktplatz die Wirkung eines Ensembles erhalten. Der Mauer wurde zentral ein relativ einfach gehaltenes Wachgebäude vorgelagert und nördlich davon errichtete man eine Verkaufshalle für die Fleischer. Die ehemalige Burgmauer erhielt zwei symmetrisch zueinander angeordnete achteckige Fachwerktürme mit schieferbedeckten Hauben. Sie wurden durch einen Gang miteinander verbunden. Dahinter befanden sich weiterhin die Personal- und Wirtschaftsgebäude. Auch die Situation der Schlossauffahrt mit dem unteren und oberen Torhaus blieb weitestgehend unverändert.

### Planung und Ausführung
Der Fürst Günther Friedrich Carl II. von Schwarzburg-Sondershausen und seine kunstsinnige Gemahlin Mathilde fanden das Sondershäuser Schloss nicht mehr auf der Höhe ihrer Zeit vor und wollten es im Stil des Klassizismus modernisieren. Der Fürst wendete sich 1836 aus diesem Grunde nach Berlin dem Architekten Karl Friedrich Schinkel zu, der ihm sogleich seinen Schüler Carl Scheppig empfahl. Dieser legte dem Regenten zahlreiche Entwürfe vor, sodass er ihn begeistert als Baurat einstellte.
Die Entwürfe Scheppigs für das Sondershäuser Stadtschloss stehen in der Tradition der Bauideen Schinkels. So ist es nicht verwunderlich, dass das geplante Wachgebäude der Neuen Wache in Berlin sehr ähnelt. Dennoch ist es als eigenständiges Werk zu betrachten. Unterschiede sind in den Dimensionen und der Gebäudekonzeption zu sehen. Schinkels Wache wurde als freistehender Bau konzipiert, der an ein römisches Kastell erinnern sollte. Scheppigs Wache wirkt als Vorsatz der Schlossterrasse und bildet mit dieser und dem Residenzschloss eine gestalterische Einheit.
Bereits im Frühjahr desselben Jahres begannen die Abrissarbeiten der alten Bausubstanz am Osthang. Ende 1837 nur noch schwer nachweisbar begannen die Arbeiten an dem Ensemble. Das Folgejahr stellt die Hauptbauzeit dar, die 1839 weitestgehend abgeschlossen werden konnte. Korrekturen und Detailarbeiten zogen sich allerdings bis zur Jahreswende 1840/41. Das Anlegen der Treppe und der Wache zog man vermutlich vor und die Hangummantelung wurde von Süden nach Norden zeitversetzt durchgeführt. Nachweisbar sind heute noch die Maurermeister Hartung, Pfeiffer, Keilholz, Kurz und Sondermann.

## Terrassenensemble
Scheppig ließ um den Schlossberg vor der alten Burgmauer eine etwa zehn Meter hohe Ummantelung aus Rottlebener Sandstein in Form eines Halbzylinders anlegen. Diese erhielt ein hohes Sockelgesims und ein schmales abschließendes Hauptgesims sowie einen vertikal vorgelagerten Mittelrisalit. Die Mauerbekrönung stellt eine Balustrade aus sechsunddreißig querrechteckigen Sandsteinfeldern dar. Jedes einzelne Feld ist nochmal in der Mitte vertikal geteilt und pro Hälfte durch Kreuz- und Diagonalstreben gegliedert, die sich in einer Art Kreismotiv vereinen. Die zwischen den Feldern befindlichen Sockel trugen einst Zinkgussvasen.
Vor dem Risalit befindet sich die Alte Wache. Auf vier Stufen steht der aus sechs dorischen Säulen bestehende Portikus, der den Dreiecksgiebel und den Architrav mit der Bauherreninschrift:„GVENTHER FRIEDRICH CARL II. A. MDCCCXXXVIIII“ trägt. Die Fassade ist durch fünf Achsen, die sich aus den Interkolumnien ergeben, einer zentralen Tür, beidseitig davon befindliche Fenster und in der Tiefe durch zwei Fensterachsen gegliedert. Die Profilierung der Gewände wirkt als zurückhaltende Untermalung.
Symmetrisch der Terrasse sind zwei Zugänge zum Schloss angelegt. Links befindet sich die repräsentative Schlosstreppe aus 70 Stufen in sieben Absätzen, die sich von unten nach oben verjüngt. Rechts führt eine Auffahrt zur ehemaligen Residenz, die durch die Aufschüttung des Schlossberges im Norden entstand.

## Aktuelle Nutzung
Nach den umfangreichen Sicherungsarbeiten des Schlossberges und der Restaurierung der Alten Wache Anfang der 1990er Jahre diente das Gebäude bis 2022 als Touristeninformation der Stadt Sondershausen. Seit 2023 befindet sich in der Alten Wache ein Eiscafé.